# Tales of Brave Ulysses
Tales of Brave Ulysses (с англ. — «История храброго Одиссея») — песня британской группы Cream. Впервые издана 10 июня 1967 года в формате сингла (вместе с композицией «Strange Brew» на первой стороне). Через несколько месяцев после выхода сингла обе песни были включены в альбом Disraeli Gears, изданный в ноябре 1967 года, причем «Strange Brew» открывает первую сторону альбома, а «Tales of Brave Ulysses» — вторую.
При исполнении этой композиции Эрик Клэптон использовал педаль «wah-wah» (квакушку), что в то время было большой редкостью.

## История создания
«Tales of Brave Ulysses» была придумана гитаристом Эриком Клэптоном и австралийским художником и режиссёром Мартином Шарпом. Клэптон сочинил музыку, вдохновленную хитом «Summer in the City» американской группы The Lovin’ Spoonful (1966). Мартин Шарп, который в то время жил в одном доме с Эриком Клэптоном (The Pheasantry в Челси), вспоминал об этом так: «Я только начал общаться с Эриком и сказал ему, что написал стихотворение. Он, в свою очередь, сказал мне, что написал музыку. Поэтому я дал ему свое стихотворение. Через две недели оно появилось на второй стороне сорокапятки». Позднее сотрудничество Клэптона и Шарпа продолжилось. Также Шарп нарисовал обложки альбомов Disraeli Gears и Wheels of Fire.